# Річард К. Фрідман
Річард К. Фрідман (англ. Richard C. Friedman; 20 січня 1941 - 31 березня 2020) — академічний психіатр, клінічний професор психіатрії медичного коледжу Вайла Корнелла та викладач Колумбійського та Корнуельського університетів. Проводив дослідження в галузі ендокринології та психодинаміки гомосексуальності, особливо в контексті психоаналізу. Фрідман народився в Бронксі, Нью-Йорк.

## Медична кар'єра
Фрідман навчався в коледжі Бард на початку 1960-х, отримав ступінь доктора наук в Рочестерському університеті в 1966 році і закінчив психіатричну резиденцію в Колумбійському університеті в 1970 році, після чого два роки провів з медичним корпусом армії США, працюючи в психіатричному відділенні Медичного центру армії Вільяма Бомонта в Ель-Пасо, штат Техас, у званні майора. Пізніше він працював у ряді лікарень Нью-Йорка, викладаючи в Колумбійському університеті, а з 1977 року в Корнельському університеті. Він був призначений на факультет у Колумбійському Університеті в 1978 році, а в 1994 році був призначений викладачем психіатрії; у Корнуелі він був призначений клінічним професором психіатрії у 1996 році. Обидві посади він обіймав одночасно з посадою професора наукових досліджень психології Інституту Дернера, Університету Аделфі (призначений у 1989 році). 

## Дослідження
Ранні дослідження Фрідмана стосувалися депривації, якої зазнавали медики під час тренувань. Він був першою людиною, яка продемонструвала, що депривація сну погіршує можливості лікарів працювати належним чином.  Його пізніші психіатричні дослідження розглядали сексуальність; він був одним із співавторів роботи: Сексуальність: Нові Перспективи (1985 р.), яка стосувалась сексуальних ролей та сексуальних розладів у жінок. 
Потім він вивчав питання, що стосуються того, як гомосексуальність розглядався звичайним психоаналізом; у своїй книзі " Чоловіча гомосексуальність" (1988) Фрідман вперше поєднав останні дослідження у психобіології, гендерній ідентичності та дослідженнях сім'ї з психоаналітичною теорією.
Фрідман оскаржив те, як фрейдівська теорія Едіпового комплексу використовувалася психоаналітиками в той час. Він зазначив, що еротичне прагнення до батька\матері протилежної статі не є універсальним і що гомосексуальність не є симптоматичною відповіддю на несвідомі страхи гетеросексуальності. Фрідман зробив висновок, що гомосексуальність не є патологічним, і його не слід розглядати як стан, що потрібно вилікувати. Книга мала великий вплив на місцях і призвела до значних змін у способах, якими психоаналітики та психотерапевти розуміли та лікували негетеросексуальних пацієнтів. 
Пізніше він написав книгу "Сексуальна орієнтація та психоаналіз" (2002) у співавторстві з Дженніфер І. Дауні. Книга зосереджується на ролі психоаналізу у розумінні сексуальної орієнтації як у чоловіків, так і жінок. Ця книга зокрема детально розглядає роль психотерапії у поліпшенні довгострокових ефектів антигомосексуальних упереджень. Пізніше Фрідман та Дауні першими вивчили відповідність сексуальної диференціації поведінки психоаналітичній теорії та практиці, стверджуючи, що психоаналітичний підхід до психологічного розвитку та функціонування потребує широкого перегляду. 
Фрідман був членом Американської психіатричної асоціації DSM-III дорадчого комітету з питань психосексуальних розладів та консультантом ради DSM-IV щодо розладів гендерної ідентичності . Він був в редакційній раді журналу "Архів сексуальної поведінки", був редактором «Психодинамічної психіатрії», офіційного журналу Американської академії психоаналізу та динамічної психіатрії. Він отримав премію Мері С. Сіґурні у 2009 році від Трасту Сігурні на знак визнаного внеску у сферу психоаналізу. 
Він помер 31 березня 2020 року у віці 79 років на Манхеттені. 

## Вибрані публікації
- Сайт та блог Річарда Фрідмана [Архівовано 22 травня 2019 у Wayback Machine.]
- Річард Фрідман на сайті ResearchGate - Всі публікації [Архівовано 22 грудня 2020 у Wayback Machine.]
- Friedman RC, Bigger JT, Kornfeld DS (1971). Інтерни та депривація сну. The New England Journal of Medicine. 285 (4): 201—203. doi:10.1056/NEJM197107222850405. PMID 5087723.
- Фрідман, Р.К., Річард, Р.М. і Ванде Віле, штат Колумбія (ред.) (1974). Статеві відмінності в поведінці . Нью-Йорк: John Wiley & Sons.
- Фрідман, Р.К. (ред.) (1982). Поведінка та менструальний цикл . Нью-Йорк: Marcel Dekker, Inc.
- DeFries, Z., Friedman, RC, and Corn, R. (ред.) (1985). Сексуальність: нові перспективи. Конн .: Грінвуд Прес.
- Фрідман, Р.К. (1988). Male Homosexuality: A Contemporary Psychoanalytic Perspective. New Haven, Conn.: Yale University Press.
- Фрідман, Р.К. та Дауні, Дж. (ред.) (1999). Маскулінність та сексуальність: вибрані теми з психології чоловіків, щорічні оглядові серії (Дж. Олдхем, М. Ріба та А. Тасман, ред.). Вашингтон, округ Колумбія: American Psychiatric Press, Inc.
- Friedman, RC; Downey JI (2002). Sexual Orientation and Psychoanalysis: Sexual Science and Clinical Practice. New York: Columbia University Press.
- Видання 2008 року опубліковано як "Сексуальна орієнтація та психодинамічна психотерапія: сексуальна наука та клінічна практика" .